# Catocala fugitiva
Catocala fugitiva là một loài bướm đêm trong họ Erebidae.